# 黃德潤 (洪武進士)
黃德潤，字端玉，江西南昌府豐城縣人，明朝政治人物、進士出身。

## 生平
鄉試第九名。洪武四年，會試二十一名，登進士三甲，授開封府陽武縣縣丞。